# Georgi Kostadinow (bokser)
Georgi Kostadinow (ur. 3 marca 1950 w Burgasie) – bułgarski bokser wagi muszej. W 1972 roku na letnich igrzyskach olimpijskich w Monachium zdobył złoty medal.